# Wirginia Zachodnia
Wirginia Zachodnia (ang. West Virginia, wymowa: /ˌwɛst vərˈdʒɪnjə/ⓘ) – stan we wschodniej części Stanów Zjednoczonych. Na północy graniczy z Pensylwanią i Maryland, od wschodu i południa z Wirginią, a na zachodzie z Kentucky i Ohio. Stolicą stanu jest Charleston.
Wirginia Zachodnia, położona w regionie Appalachów, zajmuje jedne z najbardziej pofałdowanych terenów w kraju. Faliste góry, wzgórza i doliny tego stanu sprawiły, że zyskał przydomek The Mountain State („Górzysty Stan”) i jest dobrze znanym z szerokiej gamy zajęć na świeżym powietrzu, w tym turystyki pieszej, kolarstwa górskiego, narciarstwa i raftingu.
W latach 2010–2020 Wirginia Zachodnia odnotowała najwyższy procentowy spadek swoich mieszkańców wśród stanów USA. Spadek populacji spowodowany jest głównie starzeniem się populacji i wzrostem bezrobocia spowodowanym zamykaniem kopalń.

## Historia

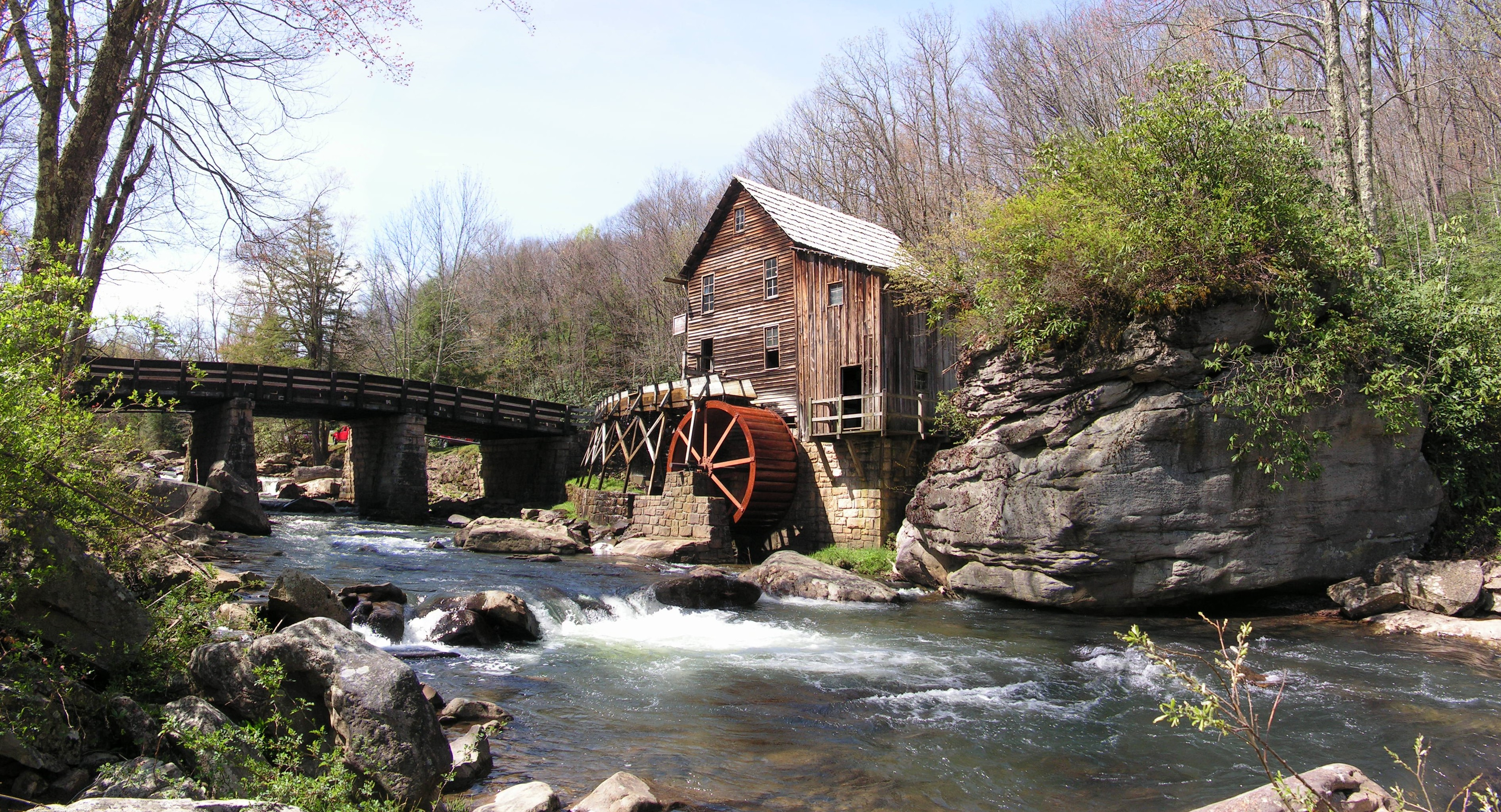
Młyn wodny w parku stanowym Babcock

- 1716 – Alexander Spotswood przybył na tereny obecnej Wirginii Zachodniej i zajął je dla Wielkiej Brytanii
- 1730 – przybyli pierwsi osadnicy
- 25 czerwca 1788 – ratyfikacja Konstytucji przez Wirginię.

Kiedy Wirginia odłączyła się od Unii w 1861 roku, przystępując do Konfederacji, część znana obecnie jako Wirginia Zachodnia oderwała się, tworząc własny stan. Przyjęta w roku 1863 Wirginia Zachodnia była jedynym stanem powstałym z oderwania się od stanu konfederackiego podczas wojny secesyjnej i odegrała kluczową rolę jako stan graniczny.

## Geografia

### Warunki naturalne
Przeważającą część powierzchni tego stanu zajmują tereny wyżynne i górskie.
Dwa pasy ziemi wcinające się między sąsiadujące stany to:
- Eastern Panhandle
- Northern Panhandle

Z północnego wschodu na południowy zachód przebiega pasmo górskie Appalachów, które zajmuje znaczną część powierzchni stanu. Na zachód od Appalachów znajdują się Wyżyny Appalaskie, które zajmują prawie całą pozostałą część stanu. Najwyższy szczyt stanu to Spruce Knob (1482 m n.p.m.).

### Warunki hydrologiczne
Główne rzeki: Ohio, Guyandotte i Greenbrier.
Większe jeziora: Tygart i Bluestone.

### Miejscowości
Na terenie stanu Wirginia Zachodnia znajdują się 232 miasta (city lub town) i wsie (village), w tym 13 o liczbie ludności przekraczającej 10 000, a 101 powyżej 1000 mieszkańców (2022 r.).
Lista miast zamieszkanych przez 1500 lub więcej osób (2022 r.):

- Charleston (47 129)
- Huntington (45 746)
- Morgantown (30 277)
- Parkersburg (29 193)
- Wheeling (26 391)
- Martinsburg (18 953)
- Weirton (18 481)
- Fairmont (18 242)
- Beckley (16 749)
- Clarksburg (15 647)
- South Charleston (13 175)
- Vienna (10 506)
- St. Albans (10 456)
- Bluefield (9408)
- Bridgeport (9310)
- Oak Hill (7947)
- Moundsville (7829)
- Dunbar (7203)
- Charles Town (7126)
- Hurricane (6846)
- Elkins (6800)
- Nitro (6458)
- Princeton (5724)
- Ranson (5666)
- New Martinsville (5143)
- Buckhannon (5106)
- Keyser (4849)
- Grafton (4588)
- Barboursville (4382)
- Westover (4017)
- Point Pleasant (3958)
- Weston (3849)
- Ravenswood (3836)
- Lewisburg (3832)
- Pleasant Valley (3484)
- Welch (3446)
- Summersville (3369)
- Ripley (3063)
- Kingwood (2968)
- Williamstown (2965)
- Kenova (2930)
- Williamson (2916)
- Philippi (2915)
- Fayetteville (2838)
- Madison (2787)
- Milton (2767)
- Follansbee (2739)
- Bethlehem (2557)
- Moorefield (2495)
- Paden City (2451)
- Winfield (2377)
- Wellsburg (2346)
- Shinnston (2289)
- Petersburg (2277)
- Hinton (2185)
- White Sulphur Springs (2170)
- Chester (2123)
- Spencer (1998)
- Mannington (1927)
- St. Marys (1808)
- Belington (1794)
- Star City (1782)
- Stonewood (1771)
- Romney (1756)
- Richwood (1640)
- McMechen (1635)
- Harrisville (1568)
- Ronceverte (1554)
- Shepherdstown (1533)
- Eleanor (1522)

## Podział administracyjny
Stan podzielony jest na 55 hrabstw.

## Demografia

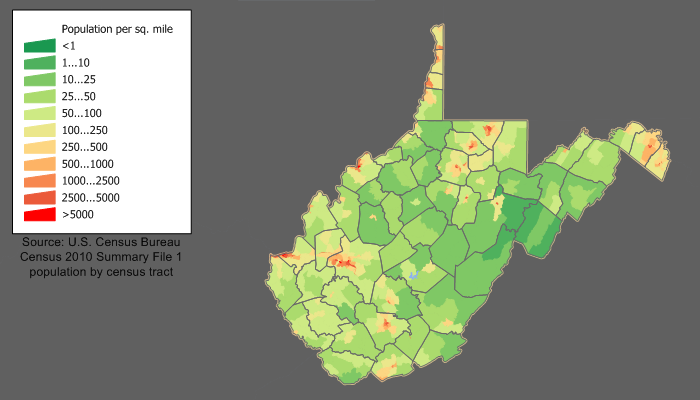
Gęstość zaludnienia

Na podstawie spisu ludności z roku 2020 stwierdzono, że stan Wirginia Zachodnia liczył 1 793 716 mieszkańców, co oznaczało spadek o 59 278 (3,2%) w porównaniu z poprzednim spisem z roku 2010. Dzieci poniżej piątego roku życia stanowiły 5,2% populacji, 20,1% mieszkańców nie ukończyło jeszcze osiemnastego roku życia, a 20,5% to osoby mające 65 i więcej lat. 50,5% ludności stanu stanowiły kobiety.

### Język
W 2010 roku najpowszechniej używanymi językami były:
- język angielski – 97,67%,
- język hiszpański – 1,07%.

### Rasy i pochodzenie
Według danych z 2019 roku 93,1% mieszkańców stanowiła ludność biała (92,0% nie licząc Latynosów), 3,7% to czarnoskórzy Amerykanie lub Afroamerykanie, 1,8% było rasy mieszanej, 0,8% to Azjaci, 0,2% to rdzenna ludność Ameryki i 0,02% to Hawajczycy i pochodzący z innych wysp Pacyfiku. Latynosi stanowili 1,5% ludności stanu.
Do największych grup należały osoby pochodzenia niemieckiego (14,3%), irlandzkiego (11,9%), „amerykańskiego” (9,8%) i angielskiego (9,4%). Do innych większych grup należały osoby pochodzenia włoskiego (74 tys.), szkocko–irlandzkiego (36,2 tys.), szkockiego (32,8 tys.), polskiego (29,3 tys.), francuskiego (27 tys.) i holenderskiego (23,4 tys.).

## Religia
Struktura religijna w 2014 r.:
- protestanci – 70%:
  - baptyści – 26%,
  - metodyści – 13%,
  - zielonoświątkowcy – 7%,
  - bezdenominacyjni – 6%,
  - pozostali – 18% (głównie: campbellici, uświęceniowcy, kalwini, luteranie, anglikanie i anabaptyści),
- bez religii – 18% (w tym: 1% agnostycy i 1% ateiści),
- katolicy – 6%,
- mormoni – 2%,
- pozostałe religie – 4% (w tym: świadkowie Jehowy, prawosławni, muzułmanie, hinduiści, żydzi, bahaiści, buddyści i unitarianie[11]).

## Gospodarka
Gospodarka stanu jest tak mocno uzależniona od jej zasobów mineralnych, że spadająca produkcja węgla i niskie ceny energii w ostatnich latach poważnie zaszkodziły temu stanowi. Bezpieczeństwo górnicze i kwestie ekologiczne pozostają głównymi wyzwaniami dla obszaru, który nadal produkuje większość węgla wykorzystywanego w innych stanach.

### Zasoby i energia
W Wirginii Zachodniej znajduje się 12% amerykańskich zasobów węgla, co daje jej pozycję w pierwszej trójce stanów, z największą ilością zasobów. Węgiel w Wirginii Zachodniej  odkryto na początku XVII wieku, ale wydobycie na dużą skalę rozpoczęto dopiero w połowie XIX wieku.
Ponad 90% produkcji energii elektrycznej w stanie wytwarzane jest z węgla. Pozostała część pochodzi z hydroelektrowni, elektrowni wiatrowych i urządzeń zasilanych gazem ziemnym. Wirginia Zachodnia jest jednym z siedmiu stanów na wschód od rzeki Missisipi, które nie mają żadnej elektrowni jądrowej.
Wirginia Zachodnia jest także siódmym co do wielkości eksporterem gazu ziemnego, głównie przez wydobycie gazu łupkowego. W Newell, nad rzeką Ohio, znajduje się jedyna w stanie rafineria ropy naftowej.

### Rolnictwo
W 2015 roku największy dochód przyniosły:
- hodowla bydła (211 mln $) i produkty mleczne (24,3 mln $),
- hodowla brojlerów (192 mln $),
- hodowla indyków (73,5 mln $),
- jaja kurze (53,9 mln $),
- produkcja siana (40,2 mln $),
- uprawa kukurydzy (17,7 mln $) i soi (10,7 mln $)
- jabłka (13,5 mln $) i brzoskwinie (6,06 mln $).

## Uczelnie
| - Alderson-Broaddus College - Bethany College - Bluefield State College - Concord University - Davis and Elkins College - Fairmont State University - Glenville State College - Marshall University - Mountain State University - Ohio Valley College - Potomac State College of West Virginia University | - Salem International University - Shepherd University - University of Charleston - West Liberty State College - West Virginia School of Osteopathic Medicine - West Virginia State University - West Virginia University - West Virginia University Institute of Technology - West Virginia University at Parkersburg - West Virginia Wesleyan College - Wheeling Jesuit University |